# Мина (Шелаев)
Архимандрит Мина (в миру Иван Власович Шелаев; 15 (27) сентября 1882, село Пересветово, Дмитровский уезд, Московская губерния — 22 октября 1937, Новосибирская область) — архимандрит Русской православной церкви, деятель единоверия, миссионер.
Причислен к лику святых Русской православной церкви в 2000 году.

## Детство и образование
Иван Шелаев родился 15 сентября 1882 года в селе Пересветово Дмитровского уезда Московской губернии (ныне Дмитровский район Московской области). Отец его был выходцем из крестьянской семьи, но, имея незаурядные способности труженика и хорошего организатора, со временем перебрался в Москву, где организовал сначала артель, а затем и небольшую фабрику по производству бахромы.
Семейная жизнь родителей Ивана не сложилась, и в 1885 году отец и мать его разошлись. Ивану тогда было всего три, а его старшей сестре шесть лет. Чтобы поставить детей «на ноги», мать его устроилась в одну из богатых московских семей домашней прислугой. Она старалась не только вырастить и воспитать детей, но и дать хорошее образование, тем более что Иван проявлял прекрасные способности к учёбе.
23 марта 1896 года, в четырнадцатилетнем возрасте, он успешно закончил полный четырёхгодичный курс обучения в Московском городском Петровско-Пятницком училище.
До 1906 года Ивану Шелаеву приходилось служить и работать в разных местах и должностях. C 1902 по 1906 год он работал меднолитейщиком на одном из заводов Москвы. В это время он не только работал, но и усиленно занимался самообразованием. Благодаря глубоко верующей и смиренной матери он был воспитан в истинной любви к Богу и Церкви, что и определило главное направление его устремлений к познанию. Он самостоятельно изучал Священное Писание, святоотеческое наследие, православно-догматическое богословие, а также труды по истории Церкви. С этого времени у него появилась личная библиотека, которую он с любовью пополнял, считая её своим главным богатством.

## Преподаватель
Исполненный любви к Божественному учению Спасителя, обогатившийся твердыми познаниями Православного вероучения, Иван Власович видит своё призвание в учительстве и проповедничестве спасительных заповедей Православной веры. Он успешно экстерном выдержал экзамены в Духовное училище при Московском Заиконоспасском монастыре и 11 ноября 1906 года получил свидетельство № 282 на звание учителя церковно-приходской школы.
Здесь же, при Заиконоспасском монастыре, с 1906 по 1910 год он был определен и на должность учителя в монастырскую школу.
Будучи твёрдым сторонником возможности уврачевания старообрядческого раскола Русской православной церкви через единоверие, Иван Власович решает посвятить себя этой благородной цели, для чего с 23 августа 1910 года по 1913 год определяется на должность учителя церковно-приходской школы при Московском Никольском единоверческом монастыре. Здесь-то и проявляется его незаурядные миссионерские способности. В течение этих трёх лет он не только учительствует, но в каникулярное время проводит публичные беседы со старообрядцами, которые имеют неизменный успех, благодаря его твёрдому глубокому знанию Православного вероучения.
Но все-таки главным фактором становления Ивана Власовича Шелаева как православного миссионера в среде старообрядцев явилась его духовная близость с настоятелем Никольского единоверческого монастыря игуменом Миной (Шустовым). Игумен Мина в своё время перешел в единоверие из старообрядчества, и, много лет находясь в единоверческом монастыре, вёл неустанную миссионерскую деятельность, оставив после себя ряд литературных трудов по этому направлению. Блаженная кончина игумена Мины (Шустова), последовавшая 17 апреля 1911 года, явилась для Ивана Власовича большой утратой. Со временем он не только станет достойным продолжателем его трудов, но в монашестве будет наречён тем же святым именем — Мина.
В течение 1914 года Иван Власович получает три назначения от викария Рязанской епархии, епископа Михайловского Амвросия (Смирнова). 19 августа 1914 года он определён исполняющим должность псаломщика к храму в честь иконы Божией Матери «Знамение» села Знаменское Егорьевского уезда Рязанской губернии. В сентябре-ноябре того же года он назначается миссионером по I, а затем и по II Егорьевским Благочинническим округам. В то же время он является активным членом Егорьевского миссионерского Братства во имя Георгия Победоносца. 11 февраля 1915 года за миссионерскую деятельность среди старообрядцев Егорьевского уезда Ивану Власовичу Шелаеву выражено поощрение Его Преосвященства епископа Рязанского и Зарайского Димитрия (Сперовского).
7 марта 1915 года он был перемещён на должность миссионера по городу Егорьевску, а 15 марта назначен ещё и на штатную должность псаломщика к Егорьевскому Успенскому собору с посвящением в стихарь.

## Монашеский постриг и хиротония
Согласно поданному прошению, указом рязанского преосвященного от 5 апреля 1915 года Иван был определён в число указных послушников Рязанского Спасского монастыря с увольнением от должности псаломщикам облечением в рясофор.
12 апреля 1915 года, в день памяти преподобномученика Мины Палестинского он был пострижен в монашество с именем Мина.
15 апреля 1915 года монах Мина был рукоположён во иеродиакона, а 26 апреля того же года назначен рязанским уездным миссионером с совмещением всех ранее ему определённых миссионерских должностей.
20 сентября 1915 года в Рязанском Спасском монастыре он был рукоположён во иеромонаха.
10 июня 1916 года «за усердие и ревность в миссионерском деле» преподано ему архипастырское благословение Димитрия (Сперовского), епископа Рязанского и Зарайского. Теперь проповедническая и миссионерская деятельность иеромонаха Мины распространялась не только на Егорьевский уезд и граничащий с ним Спас-Клепиковский, но и на Рязанский уезд, а также и город Рязань.
Главный результат своей благородной миссии он видел в примирении старообрядцев с Русской православной церковью, и, судя по оценке результатов трудов рязанскими архипастырями, он это делал в основном успешно.

## Епархиальный миссионер
1 января 1917 года иеромонах Мина (Шелаев) назначается Епархиальным миссионером, а 23 января награждается набедренником. Усердие и миссионерский дар его высоко ценили не только епархиальное руководство, но и многие знавшие его служители церковные, а также простые верующие. 23 марта 1917 года за проповеднические труды ему была выражена благодарность егорьевских граждан.
Грозные и смутные события 1917 года нисколько не отразились на характере деятельности Епархиального миссионера. Он с тем же усердием продолжает своё церковное послушание.
19 сентября 1919 года к архиепископу Рязанскому и Зарайскому Иоанну с просьбой от имени монастырского Совета и коллектива сестёр назначить иеромонаха Мину на священническое место в обители вместо уходящего на покой престарелого протоиерея Иоанна Скворцова обратилась настоятельница Александро-Мариинского монастыря Егорьевского уезда игумения Анатолия. Иеромонах Мина по этому поводу также обратился к Владыке с прошением, в котором говорится: «В целях миссионерских мне желалось бы чаще бывать и пожить в Спасо-Клепиковском районе, а потому и покорнейше прошу Ваше Высокопреосвященство назначить меня исправляющим обязанности второго священника в Александро-Мариинском монастыре, откуда по исправлении своего очередного служения я буду приезжать для исправления миссионерских обязанностей в г. Рязань». На прошения игумении Анатолии и иеромонаха Мины Управляющим Рязанской епархией была наложена положительная резолюция № 2439 от 8 октября 1919 года. Так служение Мины продолжалось до 1921 года, когда монастырь был закрыт, а должность Епархиального миссионера сокращена.

## Деятель в 1920—1930-е годы
После закрытия Александро-Мариинского монастыря о. Мина окончательно поселяется в Рязани, живя в сторожке Николо-Ямского храма. И уже в сане игумена, а затем и архимандрита время от времени служит как священник на приходах сел Дягилево, Березники и Никуличи. Последним местом непродолжительного приходского служения архимандрита Мины был Тихвинский храм села Никуличи, закрытый в 1935 году.
Не оставляет о. Мина и миссионерское послушание. В декабре 1935 года к нему приехали старообрядцы-беглопоповцы из села Каверино Спасо-Клепиковского района для того, чтобы пригласить его на должность священника в их церковь. Архимандрит Мина дал им ответ, что это возможно лишь в том случае, если старообрядцы объединятся с Патриаршей Православной Церковью на основе единоверия. Представители беглопоповцев после беседы отбыли для решения этого вопроса со всей общиной. Отец Мина в тот же день доложил о предложении старообрядцев Управляющему Рязанской епархией архиепископу Иувеналию (Масловскому), чему Владыка очень обрадовался и благословил начинание по воссоединению старообрядцев с Православием. Святый Владыка сказал: «Объединение всех течений старообрядцев и Православия очень желательно в настоящее время для всей Православной Церкви, которая искусственно сейчас разделена на разные течения с единственной целью уничтожения Церкви и Православия». Архимандрит Мина в этот раз свою миссионерскую обязанность по переговорам со старообрядцами не довел до конца лишь потому, что вскоре был арестован.
Лишившись возможности приходского служения, о. Мина под видом нищенства продолжал миссионерско-проповедническую деятельность, но уже не только среди старообрядцев, но и среди крестьян и колхозников сёл Дягилево, Никуличи, Хамбушево и Голенчино. Теперь в своих проповедях он призывал православный народ не забывать Бога и Церковь, почитать церковные праздники, несмотря на гонения. Так как средств к существованию у него в тот момент не было, ему тайно помогали верующие этих пригородных сёл. По благословению архиепископа Рязанского и Шацкого Иувеналия (Масловского), хождение по сёлам, как правило, сопровождалось совершением церковных треб в домах верующих, тем самым продолжала теплиться сокровенная жизнь Церкви.
Архимандрит Мина, кроме того, имел благодать исцелять болящих, поэтому к нему обращались страждущие. Этот данный ему Богом дар впоследствии стал одной из статей обвинений. Он до самого момента ареста, живя в стесненных условиях церковной сторожки, сохранил главное своё богатство — обширную духовную библиотеку, сокровищами которой щедро делился с верующими.
5 января 1936 года, в числе 27 священно-церковнослужителей, архимандрит Мина был арестован по делу «о контрреволюционной деятельности Управлявшего Рязанской епархией Иувеналия (Масловского), архиепископа Рязанского и Шацкого». Отцу Мине, в частности, вменялось в вину, что он «систематически посещал Масловского», «среди населения вел антисоветскую агитацию о гонении на Церковь», «имея большую библиотеку религиозного характера различным верующим давал для прочтения книги», а также «занимался исцелением от различных болезней». С 5 января по 6 апреля 1936 года он содержался в Рязанской тюрьме.
На допросах архимандрит Мина вёл себя твёрдо и уверенно, никого не оговаривая. Свою же точку зрения он излагал без лукавства и двоедушия.

## Последний арест и мученическая кончина
Постановлением Особого Совещания при Народном Комиссаре Внутренних Дел СССР от 4 апреля 1936 года все 27 арестованных по этому делу были приговорены к разным срокам заключения. Архимандрит Мина был осуждён на пять лет ИТЛ. 6 апреля того же года с первым отходящим этапом он в группе осужденных был направлен в город Мариинск в распоряжение начальника распредотделения Сиблага НКВД. Вместе со священномучеником Александром Андреевым, бывшим настоятелем Скорбященской церкви г. Рязани, он был определён для отбывания срока наказания в Сусловское отделение ИТЛ Западно-Сибирского края.
Спустя полтора года, в сентябре 1937 года, в Сусловском отделении Сиблага было возбуждено следственное дело о существовании в лагере контрреволюционной группы под руководством заключённого здесь архиепископа Угличского Серафима (Самойловича). В вину этой группе вменялось саботирование работ, контрреволюционная и религиозная пропаганда. По данному делу были привлечены к ответственности 15 человек. 12 из которых постановлением «тройки» УНКВД Новосибирской области были приговорены к расстрелу. Среди них священномученик Серафим (Самойлович), архиепископ Угличский; преподобномученик Мина (Шелаев), священномученик Александр Андреев.
Приговор был приведен в исполнение 22 октября (4 ноября) 1937.

## Дни памяти
Деяниями Юбилейного архиерейского собора Русской православной церкви, проходившего 13-16 августа 2000 года в г. Москве, архимандрит Мина (Шелаев) прославлен как преподобномученик.
По Православному календарю память святому совершается 5 раз в год:
- 22 октября (4 ноября) — Преставление преподобномученика Мины (Шелаева) Рязанского, архимандрита (1937).
- В неделю перед 18 августа (31 августа) — Память преподобномученика Мины (Шелаева) Рязанского, архимандрита, в Соборе Кемеровских святых.
- В неделю перед 26 августа (8 сентября) — Память преподобномученика Мины (Шелаева) Рязанского, архимандрита, в Соборе Московских святых.
- В неделю после 25 января (7 февраля) — Память преподобномученика Мины (Шелаева) Рязанского, архимандрита, в Соборе новомучеников и исповедников Российских.
- 10 (23) июня — Память преподобномученика Мины (Шелаева) Рязанского, архимандрита, в Соборе Рязанских святых.

## Использованные материалы
- Иконография (недоступная ссылка).
- Преподобномученик Мина (Шелаев), архимандрит. // Azbyka.ru